# Oswin Puttrich-Reignard
Oswin Hans-Wolf Puttrich-Reignard (* 25. August 1906 in Brotterode, Thüringen; † 27. September 1942 an der Ostfront) war ein deutscher Archäologe.

## Leben
Puttrich-Reignard wurde als Sohn des gleichnamigen preußischen Forstmeisters Oswin Puttrich-Reignard geboren. Er besuchte das Kadettenhaus in Naumburg (Saale) und erhielt dort 1918, nach der Novemberrevolution, sein Reifezeugnis.
Reignard studierte Jura und Kunstgeschichte an den Universitäten Berlin, Halle und Kiel und wurde 1934 in Kiel promoviert. Seine Studienzeit wurde jedoch durch mehrere Auslandsreisen unterbrochen, die ihn unter anderem nach Sizilien führten.
Puttrich-Reignard leitete mehrere systematische Bodenuntersuchungen auf Sizilien, in der Nähe von Palermo (Cefalà Diana). Außerdem nahm er im Winter 1931/1932 als technischer Assistent an der zweiten Grabungskampagne in Ktesiphon teil und war dort als leitender Ausgräber und Zeichner
tätig. Diese Grabung wurde vom Museum für Islamische Kunst (Berlin) und vom Metropolitan Museum (New York City) durchgeführt. Anschließend nahm er für mehrere Wochen an einer Grabung der Görres-Gesellschaft in Tabgha am See Genezareth teil. Er bereiste unter anderem Transjordanien, Ägypten, Nordafrika und andere Länder.
Puttrich-Reignard war zuletzt als Kameramann beim VI. Zug der SS-Kriegsberichter-Kompanie tätig. Zuvor gehörte er dem SS-Totenkopf-Reiter-Regiment 2 an. Er fiel am 27. September 1942 an der Ostfront.

## Schriften
- Die Glasfunde von Ktesiphon. Kiel 1936 (= Dissertation)
- mit Alfons Maria Schneider: Ein frühislamischer Bau am See Genesareth. Zwei Berichte über die Grabungen auf Chirbet el-Minje. (Palästina-Hefte des Deutschen Vereins vom Heiligen Lande 15) Köln 1937.